# گانشیپ

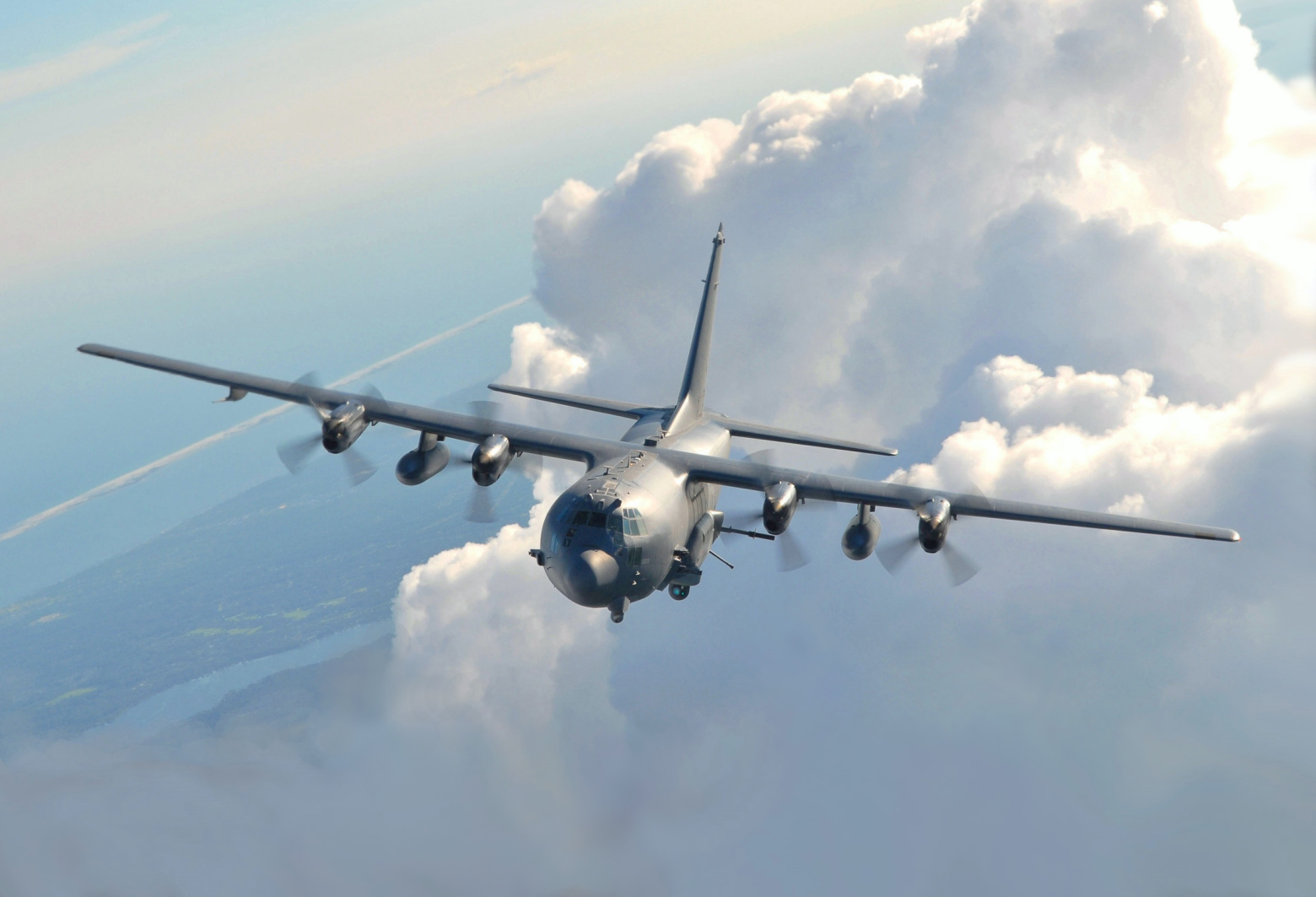
نمایی از یک‌جنگنده AC-130H از اسکادران عملیات ویژه شانزدهم. دشت هورلبرت، ماموریت آموزشی در سواحل فلوریدا - ۲۰۱۷

گانشیپ (به انگلیسی: gunship) نوعی هواگرد نظامی است که بر روی آن توپ‌های ضدهوایی سنگین نصب شده‌است و عمدتاً به حمله علیه اهداف زمینی یا حمله هوایی یا پشتیبانی هوایی می‌پردازد. در کاربرد معاصر، «گانشیپ» به هواگردهای بال‌ثابت با سلاح‌های سنگین جانبی (آتش جانبی) برای حمله به اهداف زمینی یا دریایی اطلاق می‌شود. هدف از طراحی آنها بیشتر ماندگاری بر فراز اهداف است تا حملات برد بلند.

## مثال‌ها

### بالگرد
- بوئینگ ای‌اچ-۶۴ آپاچی
- بوئینگ سی‌اچ-۴۷ شینوک
- میل -۲۴
- هال ال‌سی‌اچ
- هال رودرا
- سیکورسکی یواچ-۶۰ بلک هاوک